# Eupithecia obscurior
Eupithecia obscurior là một loài bướm đêm trong họ Geometridae.